# Emerita analoga
Emerita analoga (лат.) — вид морських десятиногих ракоподібних, що, живуть у піску вздовж західного узбережжя Північної та Південної Америки в помірному кліматі. Зустрічається на відкритих піщаних пляжах у приливно-відливній зоні.

## Поширення
Тихоокеанське узбережжя Північної Америки (від Аляски до Каліфорнії) і Південної Америки (від Перу до мису Горн, Чилі).

## Опис
Дрібного розміру ракоподібні, довжина тіла до 35 мм, ширина - до 25 мм. Самки майже вдвічі більші за самців. Мають п'ять пар ніг і три пари плеопод, клешні відсутні.
Emerita analoga слугує їжею таким птахам, як бекасові (грицики, кульони, коловидники), качині (Турпан білолобий), іржані (тулес), а також для морського хижого ссавця калана.
E. analoga може розглядатися як біологічний індикатор для моніторингу рівня забруднення домоєвою кислотою, нейротоксином, який виділяють діатомові водорості (Pseudo-nitzschia spp.), що в деяких випадках спричиняють токсичне цвітіння води біля берегів Каліфорнії.